# Беловодский район
Белово́дский райо́н (укр. Біловодський район) —  упразднённая административная единица Луганской области Украины.
Административный центр — посёлок городского типа Беловодск.

## Население
23 101 человек (1 января 2019 года), в том числе городское население — 7870 человек. Сельское — 15 231 человек.

## География
Озёра, реки, пруды занимают 0,39 % общей площади района. По территории района протекает 6 рек: Деркул, Камышная, Евсуг, Бишконь, Сухой Обытик, Дубовец. На реках Дубовец и Камышная расположены два водохранилища.

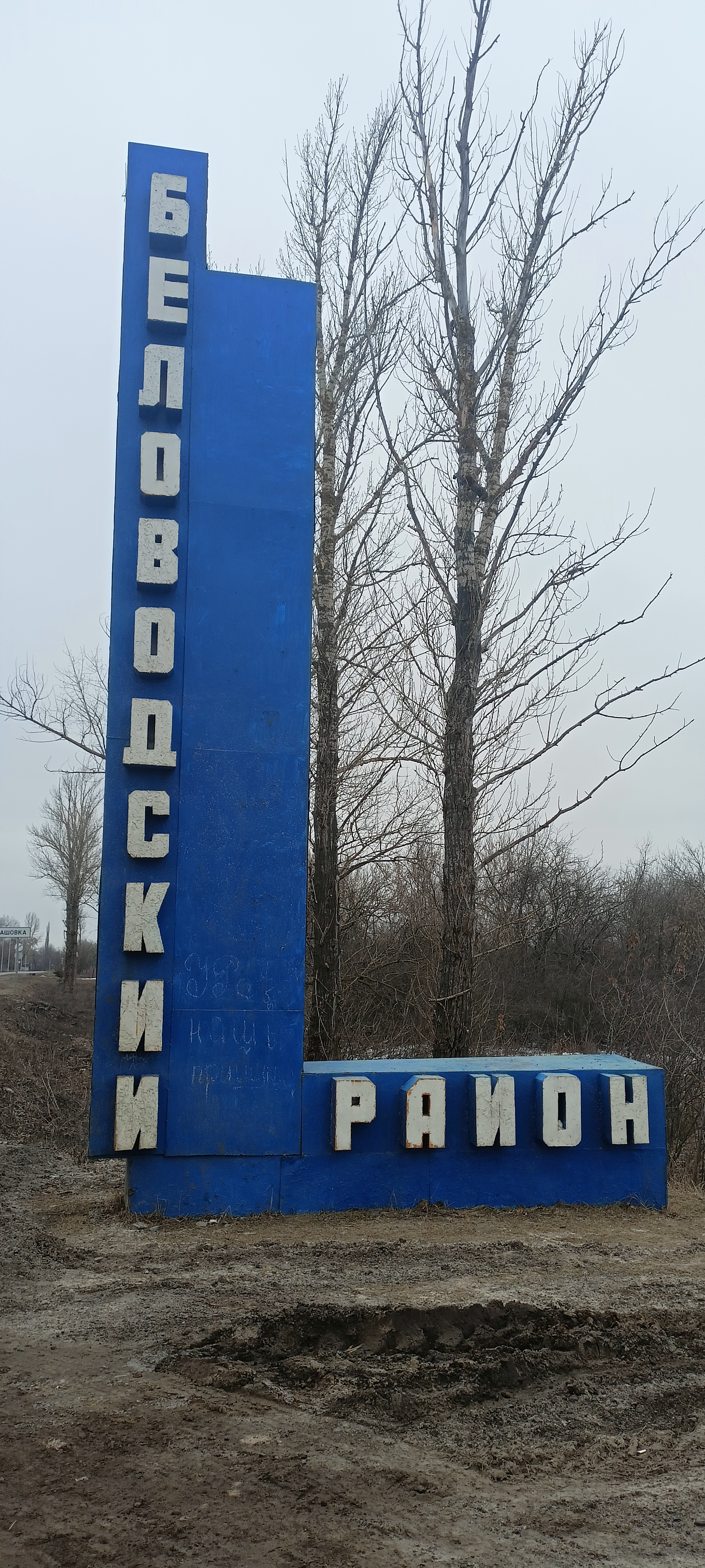

Район граничит на севере с Марковским районом, на западе — со Старобельским и Новоайдарским районами, на юге — с Станично-Луганским районом, на востоке — с Меловским районом, а также с Миллеровским районом Ростовской области России.

## История
Беловодский район был образован в 1923 году. 23 сентября 1959 года к Беловодскому району была присоединена часть территории упразднённого Евсугского района.
17 июля 2020 года в рамках изменений районов Беловодский район стал частью Старобельского района.
После начала вторжения России на Украину в 2022 году, район был восстановлен как административная единица ЛНР.

## Административное деление
Количество советов:
- поселковых — 1
- сельских — 13

Количество населённых пунктов:
- посёлков городского типа — 1 (Беловодск)
- сёл — 32

## Населённые пункты
- пгт Беловодск
- село Бараниковка
  - село Зелековка
- село Брусовка
- село Городище
  - село Ноздровка
- село Даниловка
  - село Ветрогон
  - село Городное
  - село Новодеркул
  - село Первомайск
  - село Третьяковка
- село Евсуг
  - село Гончарово
  - село Копани
  - село Парнёво
  - село Привольное
- село Кононовка
  - село Гармашовка
  - село Лимаровка
- село Литвиновка
- село Нижнебараныковка
- село Новолимаровка
  - село Крейдяное
  - село Раздолье
- село Новоалександровка
  - село Степовое
  - село Терновое
- село Плугатарь
  - село Новоспасовка
  - село Узлесье
- село Семикозовка
- село Шуликовка
- село Брусовка

## Транспорт
- Автотрасса «Купянск-Миллерово».

## Достопримечательности
- Свято-Троицкий храм.
- Юницкий ботанический заказник.
- Краеведческий музей.

Известен край старейшими на Украине конными заводами. Это единственный на Украине район, где расположены сразу три государственных конных завода — Деркульский, Лимаревский и Новоалександровский, которые сейчас являются многоотраслевыми предприятиями по производству сельскохозяйственной продукции.